# Alfred de Gouy d'Arsy
Pour les articles homonymes, voir Gouy d'Arsy.
Alfred de Gouy d'Arsy est un homme politique français né le 8 août 1816 à Paris et décédé le 8 juillet 1859 à Paris.

## Biographie
Propriétaire terrien, fils d'un préfet de la Restauration et petit-fils de Louis Marthe de Gouy d'Arsy et d'Auguste-Joseph Baude de la Vieuville, il est conseiller général de Seine-et-Oise et député de Seine-et-Oise de 1852 à 1859, siégeant avec la majorité soutenant le Second Empire.
Il épouse une des filles de Barthélémy-Alphonse Le Couteulx de Canteleu.

## Sources
- « Alfred de Gouy d'Arsy », dans Adolphe Robert et Gaston Cougny, Dictionnaire des parlementaires français, Edgar Bourloton, 1889-1891 [détail de l’édition]